# Vilasina
Vilasina is een geslacht van tweekleppigen uit de familie van de Mytilidae.

## Soorten
- Vilasina decorata (A. Adams, 1862)
- Vilasina pillula Bartsch in Scarlato, 1960
- Vilasina seminuda (Dall, 1897)
- Vilasina sinica (Wang & Qi, 1984)
- Vilasina vernicosa (Middendorff, 1849)